# Уидон, Джордж
Джордж Уидон (англ. George G. Weedon; 3 июля 1920, Ричмонде, Лондон, Великобритания — 3 июля 1920) — британский гимнаст. Участник летних Олимпийских игр в Лондоне (1948) и Хельсинки (1952).

## Биография
Занимался спортивной гимнастикой в спортивном клубе Вестминстерского университета — Риджент-Стрит Политехнический гимнастический клуб.
Принял участие в соревнованиях по спортивной гимнастике на двух летних Олимпийских играх. В 1948 году в Лондоне он участвовал в мужском индивидуальном многоборье, в командном многоборье, вольных упражнениях, упражнениях на коне, опорном прыжке, параллельных брусьях, перекладине, кольцах, коне. Был 12-м в командном зачете, и не выше 38-м в индивидуальных соревнованиях. В 1952 году в Хельсинки он выступал на тех же снарядах, заняв 21-е место в командном турнире и не выше 116-го в индивидуальных соревнованиях. Его другом был гимнаст Фрэнк Тернер.
Его супругой стала британская гимнастка Joan Airey, также участница Олимпийских игр, его дед Линдси Уидон был британским пятиборцем. До и после ухода из активного спорта Уидон преподавал физкультуру в различных школах, в том числе с 1950 по 1971 год — в John Lyon School, Мидлсекс.
В 2010 году в интервью компании Би-би-си он рассказал о своем участии в Олимпийских играх 1948, о подготовке к летним Олимпийским играм 2012 в Лондоне. По его словам, город не был подготовлен должным образом к проведению Игр из-за неразвитой инфраструктуры. В 2011 году режиссёр Kate Sullivan снял о нём короткометражный фильм Walk Tall. 11 июля 2012 года он был факелоносцем во время проведения эстафеты огня летних Олимпийских игр 2012.